# Lepus (település)
Lepus (ragadványnéven Aranyoslápos, Aranyoslepus, Aranyosfő, románul hivatalosan Arieșeni) falu Romániában, Fehér megyében. Az azonos nevű község központja.

## Fekvése
Aranyosfőtől nyugatra, a Nagy-Aranyos felső völgyében fekvő település.

## Története

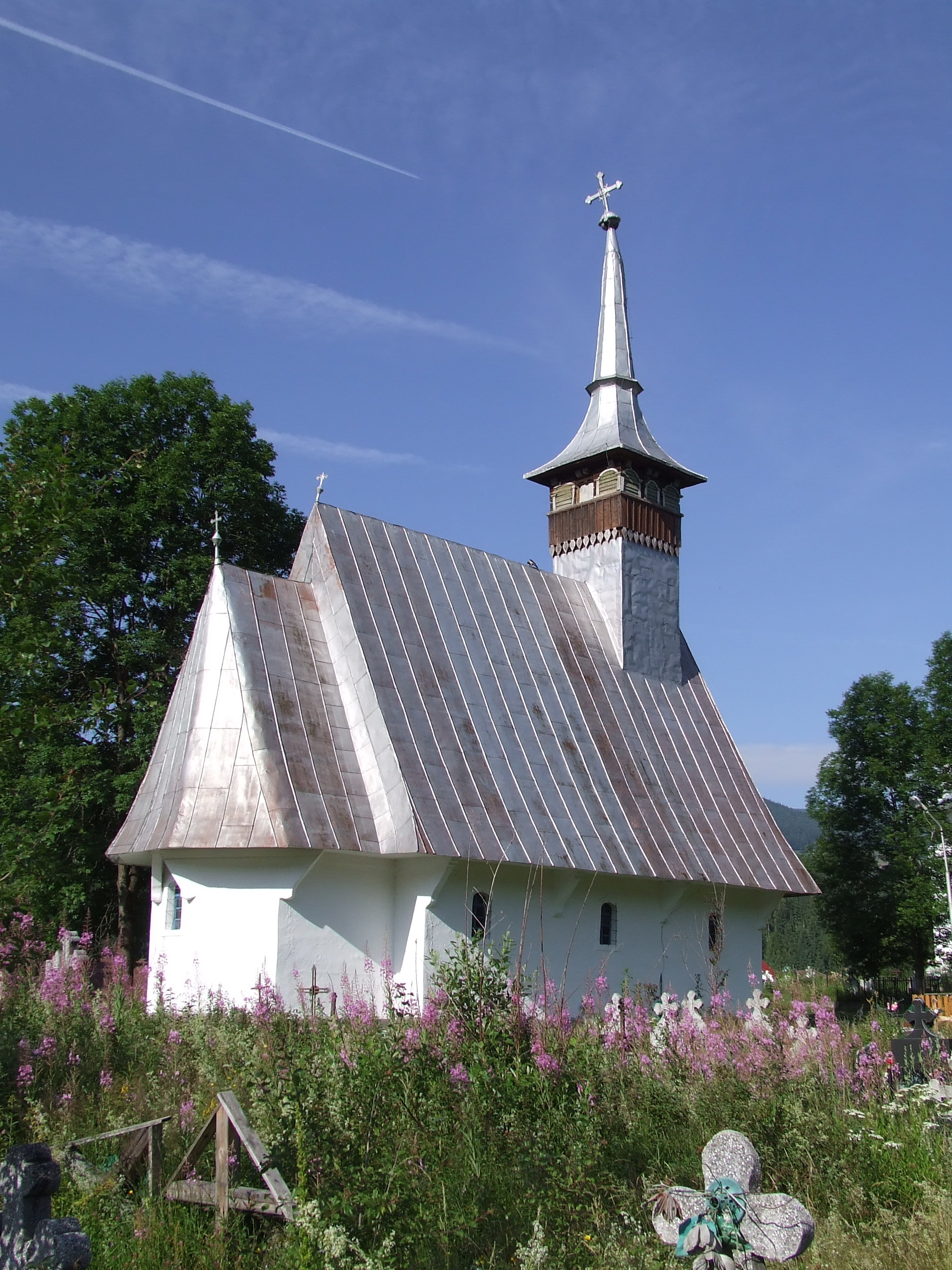
Aranyoslápos 1791-ben épült műemlék fatemploma

A település nevét 1888-ban említette először oklevél Lepusz puszta néven, mint Szkerisorához tartozó helyet. 1909-ben Lepus néven volt említve. Szkerisórához tartozó külső lakott helyként alakult ki, és az 1950-es évektől lett önálló település. További névváltozatai: 1909-ben Lăpuş (Lepus) > Arieşeni, 1913-ban Aranyosfő
A trianoni békeszerződés előtt Torda-Aranyos vármegye Topánfalvi járásához tartozott.
1956-ban 2668, 1992-ben 2129 lakosa volt. A lakosság fő foglalkozása volt az állattenyésztés, kézműipari fafeldolgozás. Kedvelt turisztikai központ (téli sportok, túraútvonalak).

## Galéria

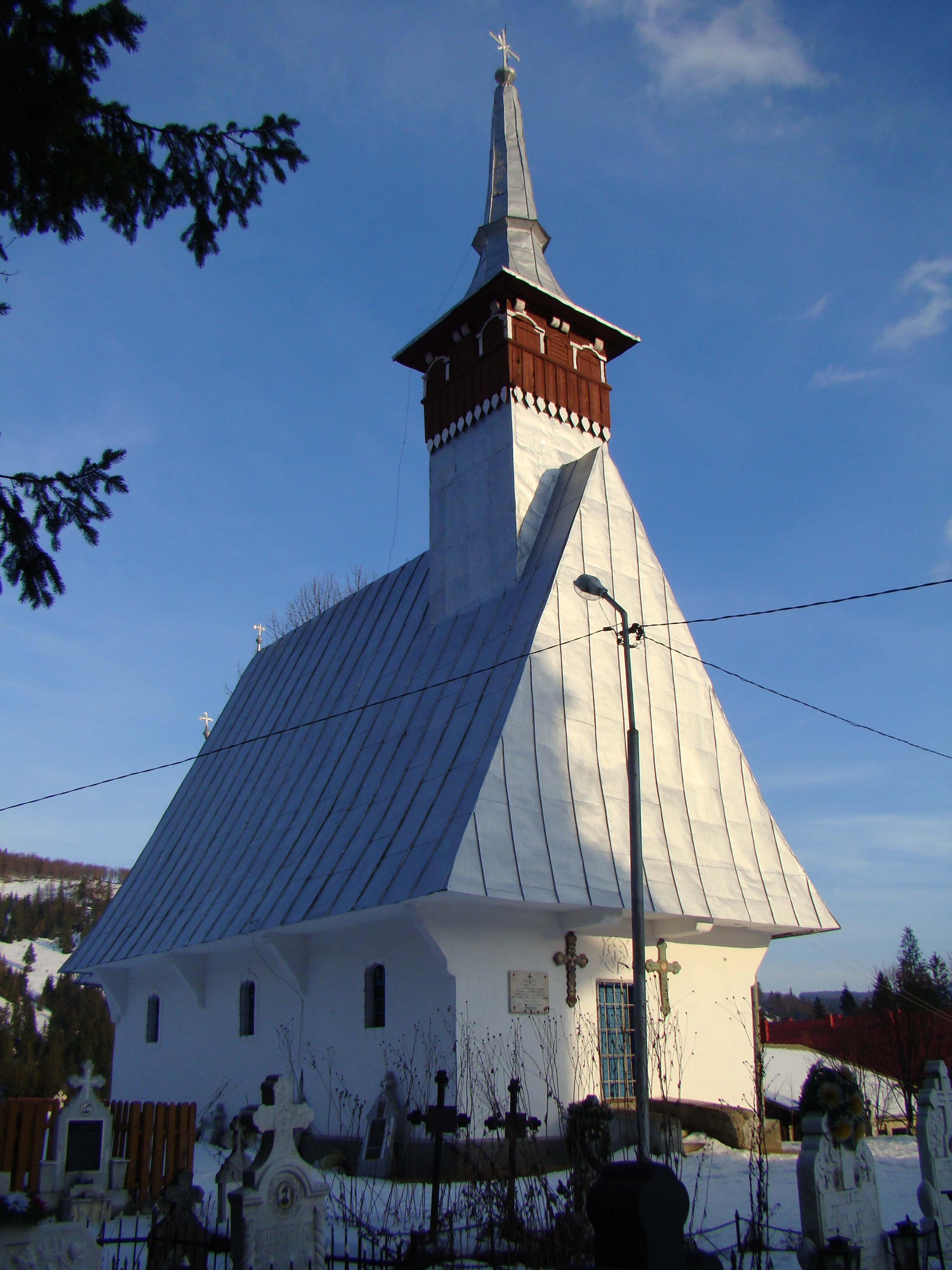
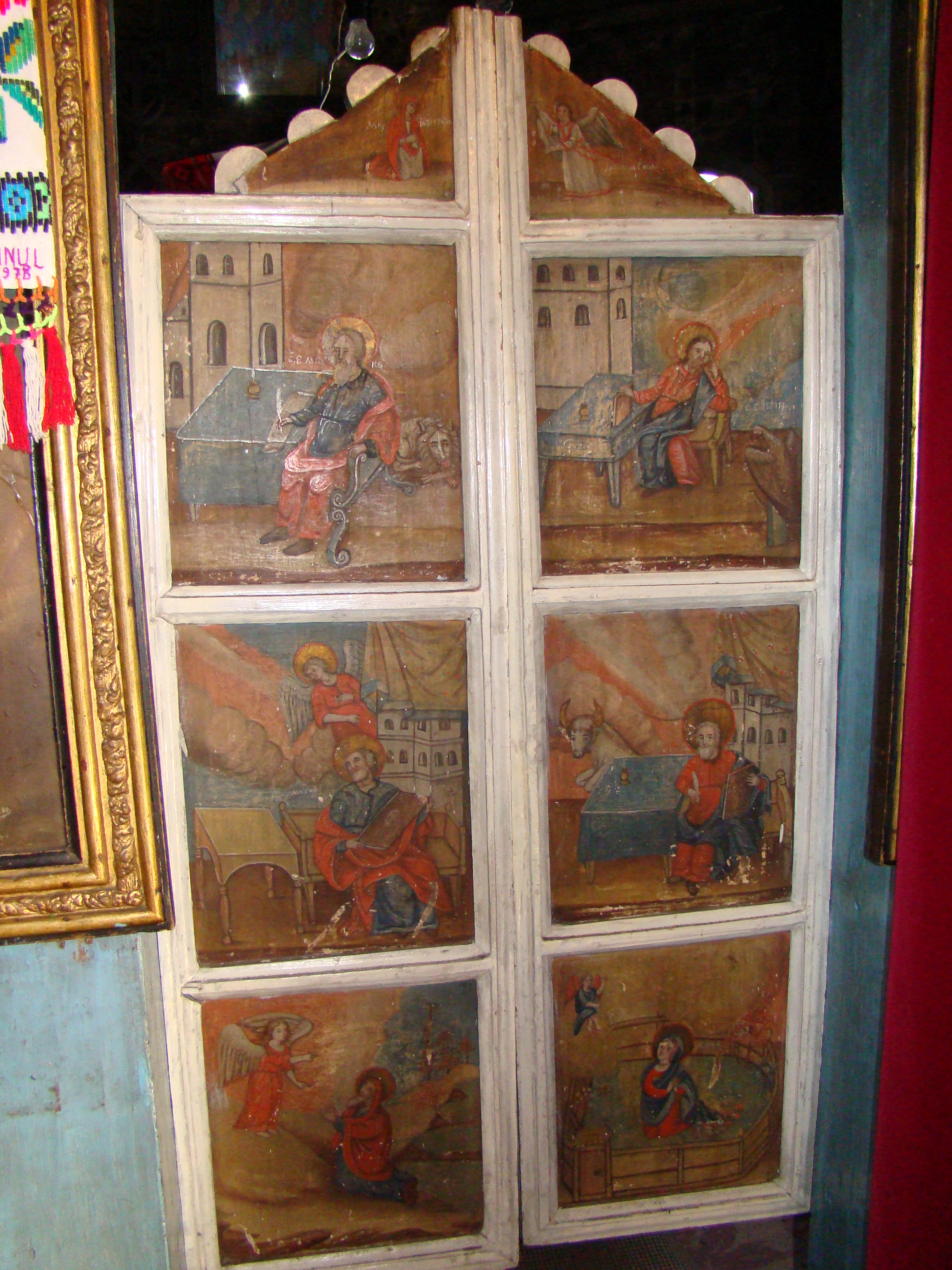
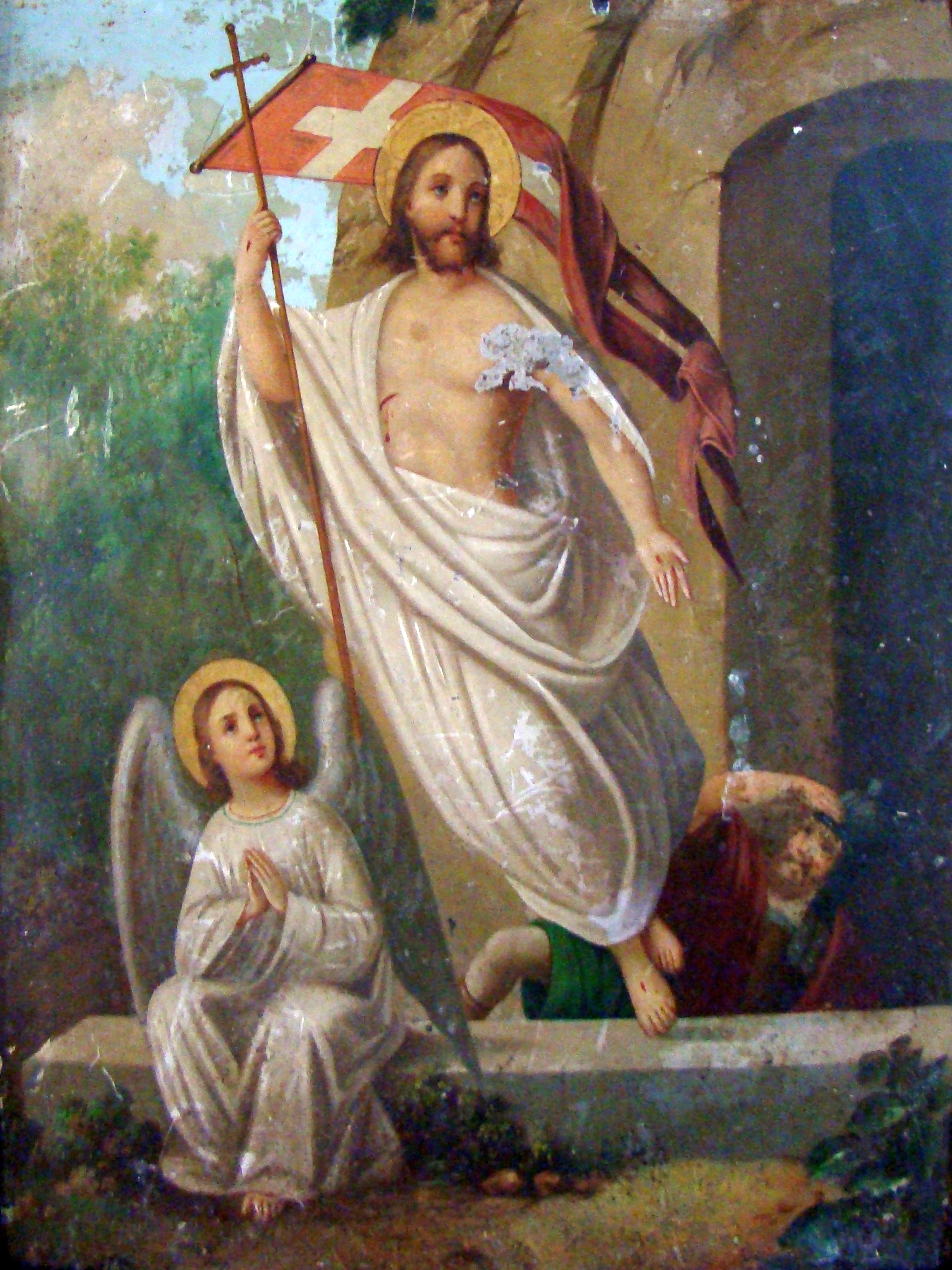
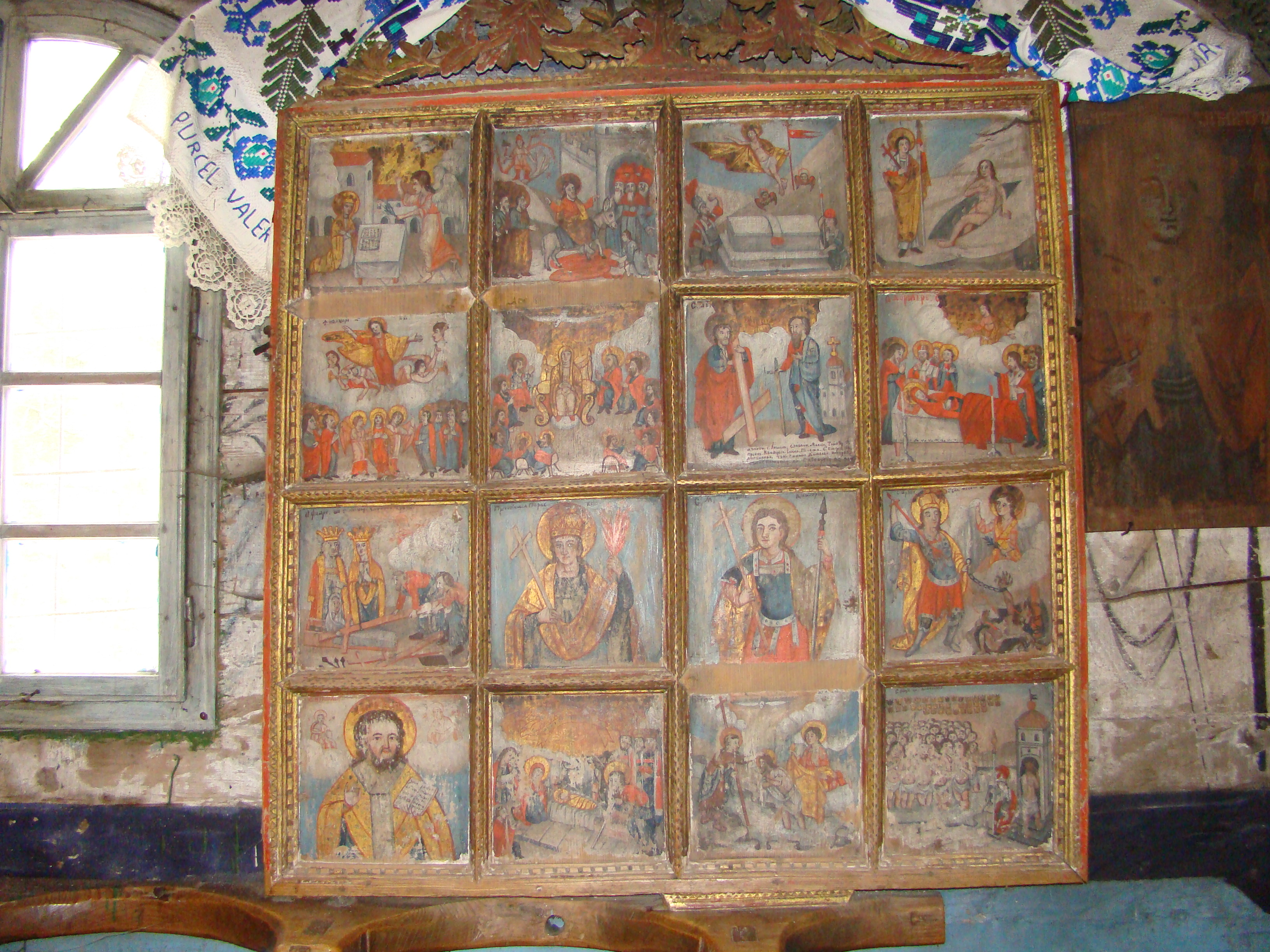
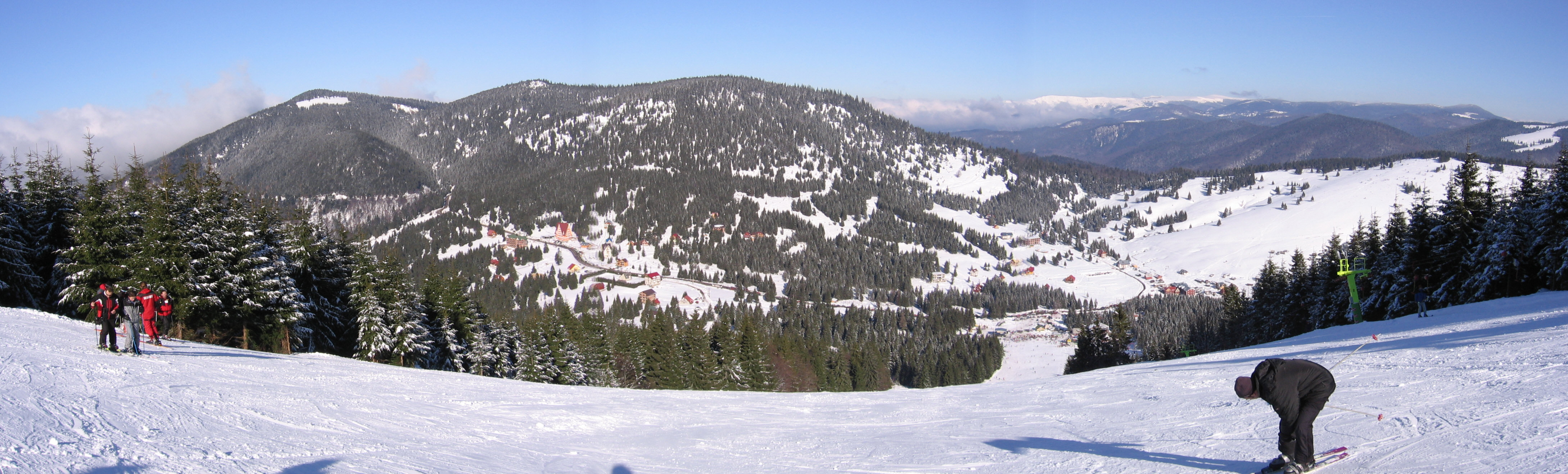

## Látnivalók
- 1791-ben épült ortodox fatemplom.